# Rhabdoblattella cambodiensis
Rhabdoblattella cambodiensis är en kackerlacksart som beskrevs av Anisyutkin 1999. Rhabdoblattella cambodiensis ingår i släktet Rhabdoblattella och familjen jättekackerlackor.
Artens utbredningsområde är Kambodja. Inga underarter finns listade i Catalogue of Life.